# Championnats d'Afrique de badminton 1979
Navigation
Beira 1980
Les championnats d'Afrique de badminton 1979, première édition des championnats d'Afrique de badminton, se déroulent du 10 au 20 avril 1979 à Kumasi, au Ghana
La compétition ne réunit que trois pays, le Ghana, le Kenya et la Tanzanie. Le Nigeria n'a pas pu se rendre au Ghana en raison d'informations contradictoires ; il en est de même pour la Zambie qui envoie sa délégation à Accra alors que la compétition se déroule à Kumasi. 
Le Kenya remporte les épreuves par équipes masculine, féminine et junior,.